# Галеты (печенье)

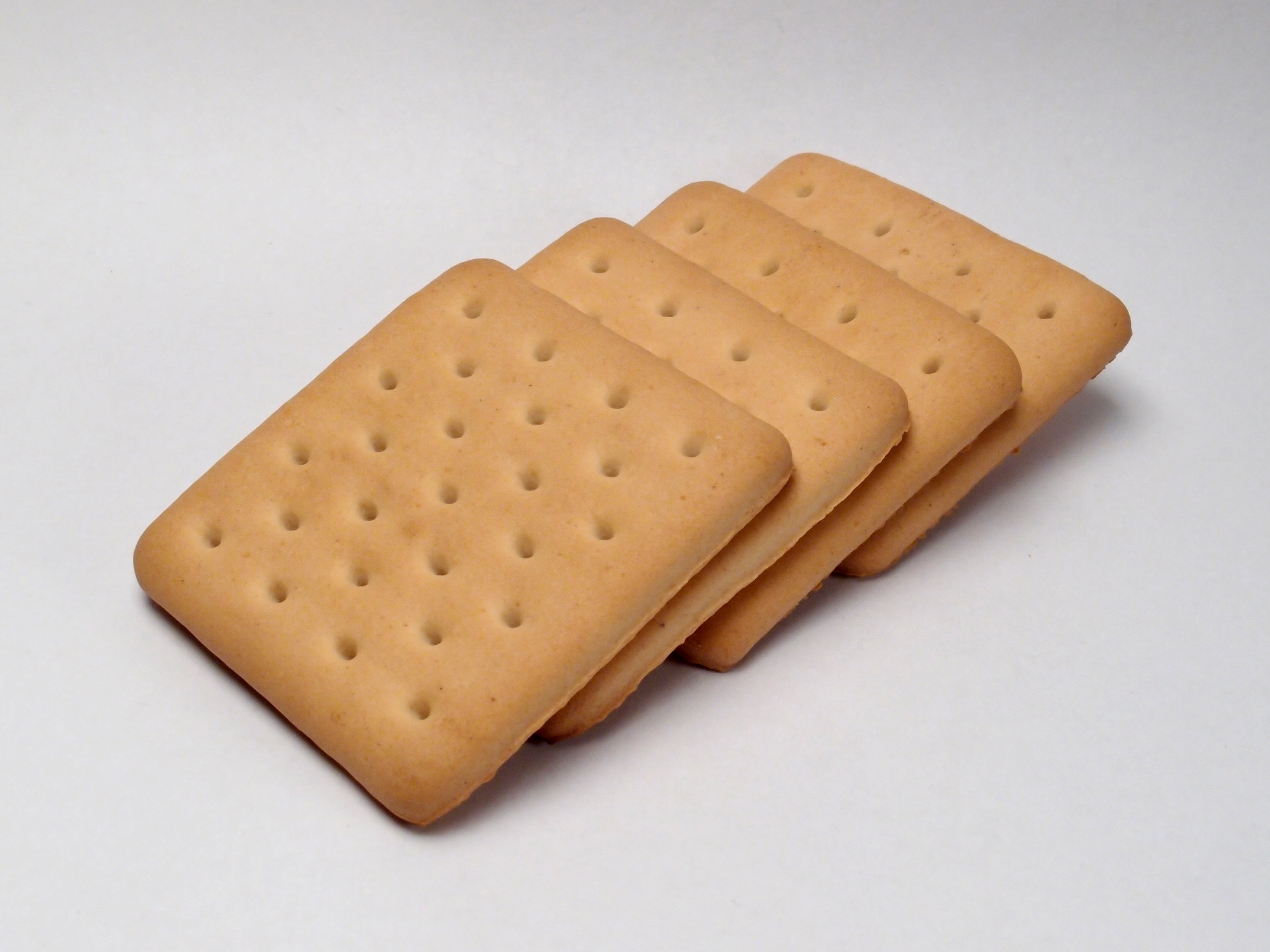

Гале́ты (фр. galette; от старофранц. gal — валун, голыш) — сухое печенье с длительным сроком хранения. В итальянском языке словом galletta называется сухая плоская лепёшка.
На флоте галеты с давних времён входят в рацион питания моряков. В морских походах такое печенье замещают им обычный хлеб, так как галеты просты в приготовлении и долго не портятся. Также галеты при длительном рассасывании помогали морякам справиться с морской болезнью.
В российских армии и флоте галеты — традиционный элемент солдатского пайка (в том числе под названием «хлебцы армейские»). Помимо военных и морских экспедиций, галеты используются для питания в туристических походах.
Предприятия пищевой промышленности разных стран выпускают галеты в виде сухого печенья (англ. hardtack), напоминающего несолёные крекеры. Отличительными особенностями такого печенья являются слоистая структура, лёгкая размачиваемость и хорошая намокаемость в жидкостях.
В СССР и постсоветских странах галеты представляют собой плоское сухое печенье квадратной формы, равномерно покрытое небольшими отверстиями. Особенность флотских галет в России в том, что допускается их изготовление с добавлением жиров (обычно сливочного масла или маргарина, до 18 %). Простые (сухие и нежирные) галеты сохраняют пищевые качества до 2 лет, а жирные — менее 6 месяцев. 
По данным 1957 года состав советских простых галет был следующий: пшеничная мука 1-го сорта, вода, дрожжи или химический разрыхлитель. В галеты «Улучшенные» и «Диетические» добавляют жир и сахар; влажность менее 11 %. Срок хранения простых галет в герметичной упаковке — 2 года, галет «Улучшенных» и «Диетических» — от 3 недель до 6 месяцев.

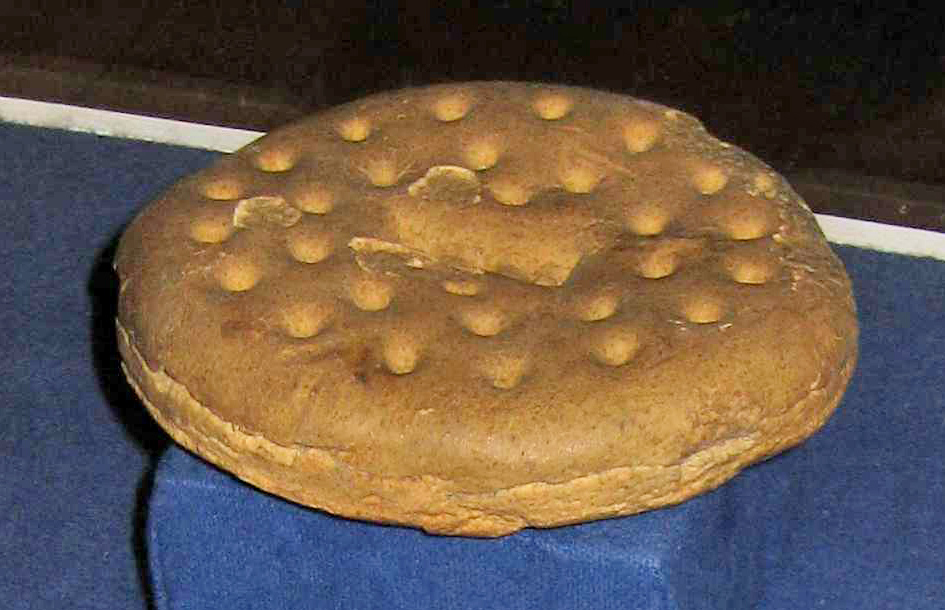
Флотская галета (Дания, 1852)
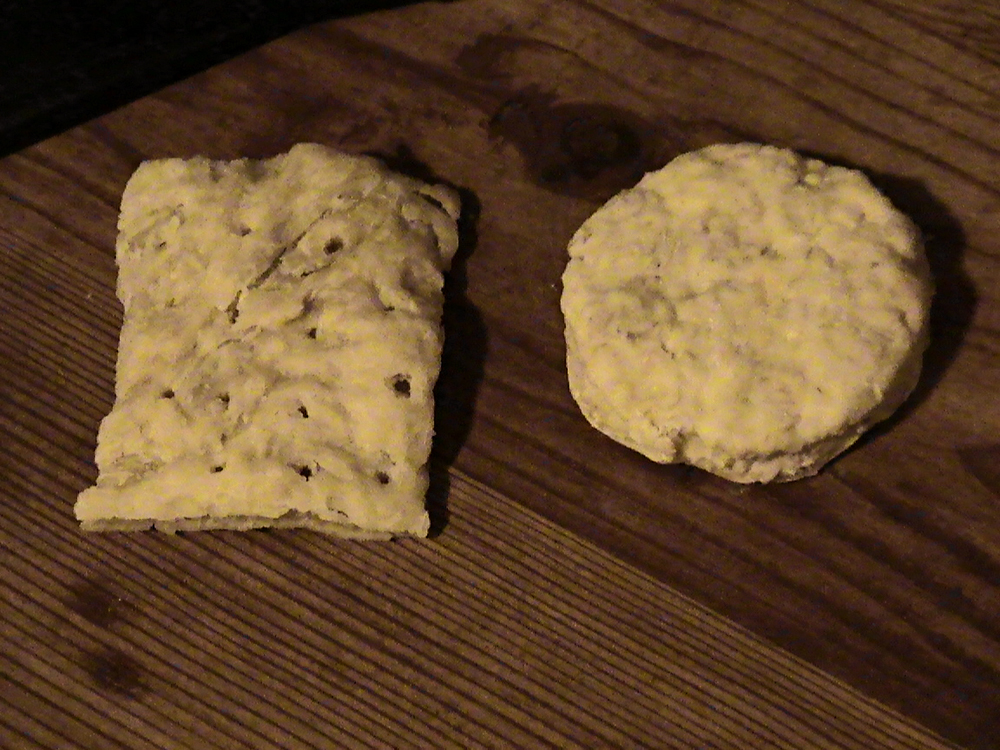
Галеты времён Гражданской войны в США
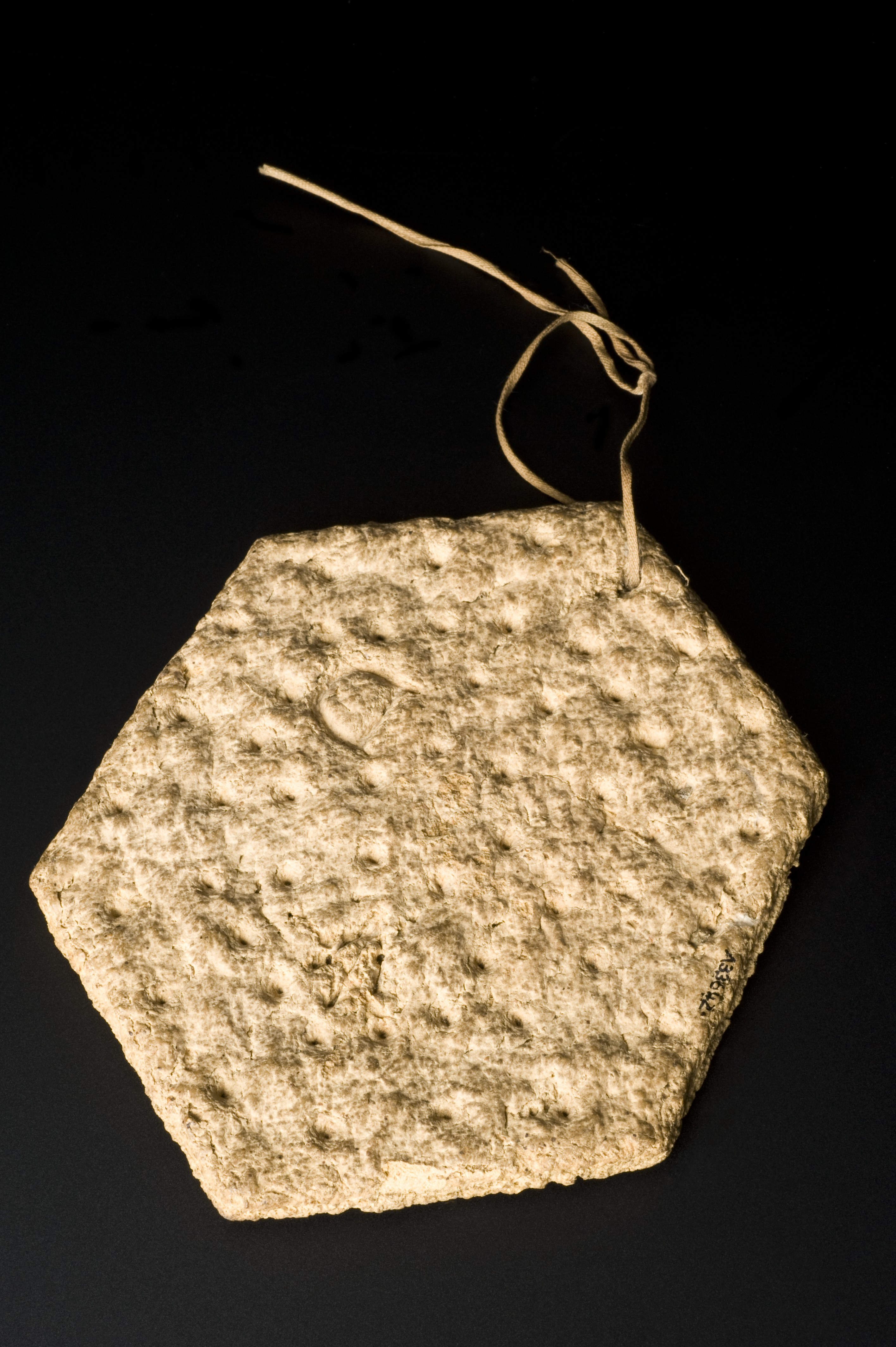
Английская галета 1875 года
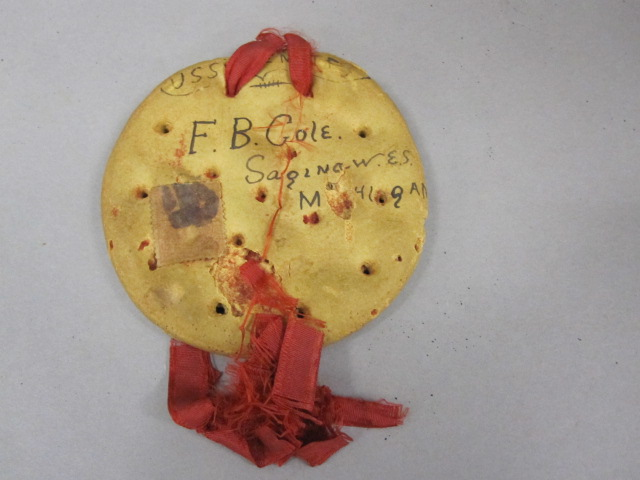
Галета, присланная с фронта домой во время Испано-американской войны